# مهندسی سازه‌های دریایی
مهندسی سازه‌های دریایی (به انگلیسی: Marine Structures Engineering or Offshore Structures Engineering) یکی از رشته‌های زیرمجموعه مهندسی عمران در دوره کارشناسی ارشد و دکتری است که دربارهٔ طراحی و ساخت انواع سازه‌های دریایی اعم از ساحلی، فراساحلی و تجهیزات زیر دریا بحث می‌کند.

## معرفی
مهندسی سازه‌های دریایی دربارهٔ انواع سازه‌های دریایی اعم از ساحلی، فراساحلی و تجهیزات زیر دریا بحث می‌کند. این رشته به مسائل مربوط به ساخت و طراحی سازه‌های مختلف دریایی ساحلی، فراساحلی و تجهیزات زیر دریا مانند انواع سکوها، اسکله‌ها، بندرها، موج شکن‌ها، دیوارهای ساحلی و تأسیسات حفاظتی سواحل، ستون‌های مهاربند و تأسیسات بندری مسائل ساحلی و معماری چیدمان تجهیزات دریا، طراحی آن‌ها در کف دریا با توجه به شرایط آن می‌پردازد.
سازه‌های دریایی دربرگیرنده طیف وسیعی از سازه‌ها هستند که با اهداف متنوع و مختلفی احداث می‌گردند. در یک تقسیم‌بندی کلی می‌توان این سازه‌ها را به دو گروه سازه‌های ساحلی Onshore Structures و سازه‌های فراساحلیOffshore Structures تقسیم نمود.

## کاربرد
هدف این رشته آموزش افرادی است که با شناخت کافی از اصول طراحی سازه‌ها و نیز آشنایی با سازه‌های دریایی، دارای توانایی‌های لازم جهت طراحی و نظارت بر اجرای پروژه‌های تخصصی این گرایش بوده و ضمناً توان تحقیقاتی کافی جهت حل مسائلی که در این زمینه‌ها با آن روبرو می‌شوند را دارا باشند.

## گرایش‌ها
در دیگر کشورها، گرایش سازه‌های دریایی به دو بخش مهندسی سواحل Marine Structures Engineering و مهندسی سازه‌های فراساحل Offshore structures Engineering تقسیم می‌شود. در ایران هم در بعضی از دانشگاه‌ها دو رشته ارائه می‌گردد.
لازم است ذکر شود که گرایش مهندسی دریا با گرایش سازه‌های دریایی کاملاً متفاوت است. گرایش مهندسی دریا از گرایش‌های مهندسی مکانیک بوده این در حالی است که گرایش سازه‌های دریایی از گرایش‌های مهندسی عمران است.

### گرایش مهندسی سواحل
این شاخه از مهندسی سازه‌های دریایی به طراحی و ساخت انواع سازه‌های ساحلی نظیر موج شکن‌ها و انواع اسکله‌ها و خطوط لوله ساحلی و همچنین بررسی پاسخ ساحل به تغییرات حاصله (مدیریت سواحل) می‌پردازد. تاریخ مهندسی سواحل به هزاران سال پیش بازمی‌گردد زمانی که نخستین بندرها در امتداد سواحل مدیترانه و خلیج فارس بنا نهاده شد. امروزه با توجه به افزایش سطح آب دریاها و لزوم حفاظت از سواحل در برابر فرسایش بر اهمیت این رشته از مهندسی افزوده شده‌است.
استفاده از سازه‌های نرم و سخت به منظور ساخت تفریحگاه‌ها یا سواحل، حفاظت در برابر طوفان و احداث ساحل‌های مصنوعی از موضوعات مورد بررسی در این رشته‌است.

### گرایش مهندسی سازه‌های فراساحلی
این شاخه از مهندسی سازه‌های دریایی به طراحی و ساخت سازه‌های دور از ساحل و درآبهای عمیق مانند سکوهای نفتی، سکوهای تفریحی، پایانه‌های فراساحلی، سکوهای بادی Offshore Wind Turbine Structure و خطوط لوله کف دریا،Offshore Pipelines طراحی سازه‌های شناور در آب‌های عمیق پرداخته می‌شود.